# Dorylinae
Dorylinae (лат.)  — подсемейство кочевых, полукочевых и близких к ним муравьёв. В старом узком объеме именовалась Муравьи-кочевники, или муравьи-легионеры, или дорилины, или бродячие муравьи. С 2014 года объём таксона значительно расширен и он включает все дориломорфные подсемейства (Aenictinae, Aenictogitoninae, Cerapachyinae, Ecitoninae и Leptanilloidinae): 28 родов и около 800 видов. Из них только три группы называют истинными кочевыми муравьями (или true army ants, Aenictinae, Dorylus, Ecitoninae).

## Описание
Встречаются всесветно, но главным, образом, в тропиках и субтропиках.
Большая часть этих муравьёв (Dorylus вместе с бывшими подсемействами Aenictinae и Ecitoninae) относится к типичным представителям муравьёв-кочевников, которые не строят муравейников, а постоянно перемещаются от одного временного гнезда (бивуака) к другому. При этом они переносят с собой всех личинок, для кормления которых охотятся на всех встречающихся беспозвоночных животных.
С каждым видом муравьёв ассоциировано множество различных мирмекофилов, часто весьма узкоспециализированных. Например, муравьи переносят с собой клещей Larvamima (Larvamimidae), так как те формой своего тела напоминают личинок муравьёв.
Муравьи из бывшего подсемейства Ecitoninae являются хозяевами для более чем 130 видов и 30 родов мирмекофильных жуков ломехузин (Lomechusini: Dinocoryna, Dromacamatus, Dromeciton, Ecitana, Ecitocala, Ecitocerus, Ecitocryptodes, Ecitocryptus, Ecitodiscus, Ecitodonia, Ecitoglossa, Ecitonia, Ecitonidia, Ecitonilla, Ecitophila, Ecitophiletus, Ecitophrura, Ecitoplectus, Ecitopolites, Ecitopora, Ecitophlyus, Ecitoxenidia, Falagonilla, Gallardoia, Labidilla, Labidoculex, Microdonia, Scotodonia, Tetradonia, Typhlonusa, Wasmannina, Zyras), а также для множества мирмекофильных наездников диаприид: Asolenopsia rufa, Doliopria collegii, Notoxoides pedissequus, Notoxoides pronotalis, Szelenyiopria reichenspergeri.

### Морфология
Рабочие муравьи легко распознаются благодаря комбинации таких признаков как, скрытые дорсальным кутикулярным щитком отверстия метаплевральной железы, большим и выпуклым стернитом хельциума (helcium — пресклерит абдоминального сегмента III или постпетиоля), и открытыми брюшными дыхальцами сегментов V—VII (они видны без растяжения или вскрытия брюшка). Муравьиные матки дорилин разделяют многие признаки с рабочими, кроме особых отличий самок и признаков специализированных маток-дихтадиигин (‘dichthadiigyne’ queens) у настоящих муравьёв-кочевников. Дихтадиигины
конвергентно появились и у ещё нескольких групп муравьёв, например, у Leptanilla (Leptanillinae), Onychomyrmex (Amblyoponinae) и Simopelta (Ponerinae). Хорошим признаком для различения дихтадиигин из подсемейства Dorylinae это наличие сдвинутых назад отверстий дыхалец абдоминальных сегментов V—VII, видимых без растяжения или вскрытия брюшка. Самцы отличаются двухшипиковым гипопигием, втяжной генитальной капсулой и отсутствием церок. Два из этих признаков также отсутствуют у рода Leptanilloides, но у него также нет и церок как у дорилиновых самцов. Кроме того, у Leptanilloides также есть экстремально редуцированные тегулы или они полностью отсутствуют, что вообще уникально для самцов муравьёв.

## Генетика
Диплоидный набор хромосом Aenictus 2n = 22, 24, 30, Ooceraea biroi 2n = 28, Cerapachys brevis n = 23, 2n = 46, Cerapachys sp. 2n = 50 (Саравак), Cylindromyrmex brasiliensis 2n = 34, Sphinctomyrmex steinheili 2n = 45—46.

## Систематика
Подсемейство Dorylinae в узком объёме включало только один род Dorylus (127 видов и подвидов).
В 2014 году на основе молекулярно-филогенетического исследования было предложено (Brady et al.) включить все дориломорфные подсемейства (Aenictinae, Aenictogitoninae, Cerapachyinae, Ecitoninae и Leptanilloidinae) в состав расширенного таксона Dorylinae S.l.. В таком составе его объем значительно увеличился: 28 родов и 797 видов.
После проведённой в 2016 году родовой ревизии всех дорилин (Borowiec, 2016) признаны 28 родов (27 современных и 1 ископаемый †Procerapachys). Большая часть видов (45 %) дорилин относятся к двум рода: Aenictus (около 200) и Neivamyrmex (130).

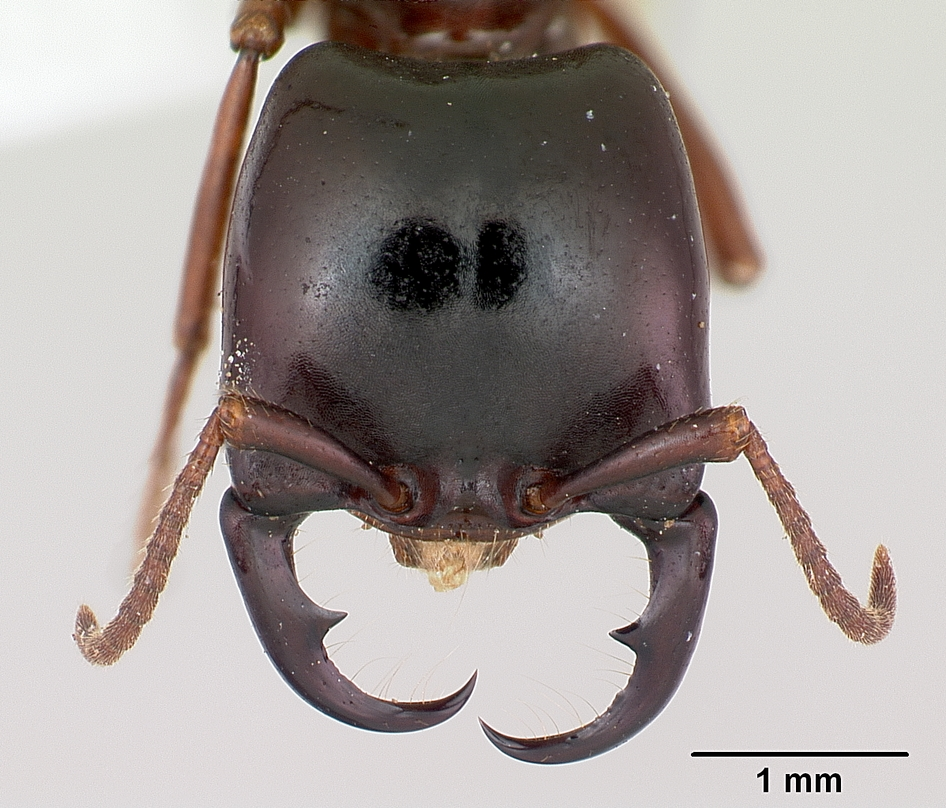
Челюсти и голова солдата Dorylus gribodoi
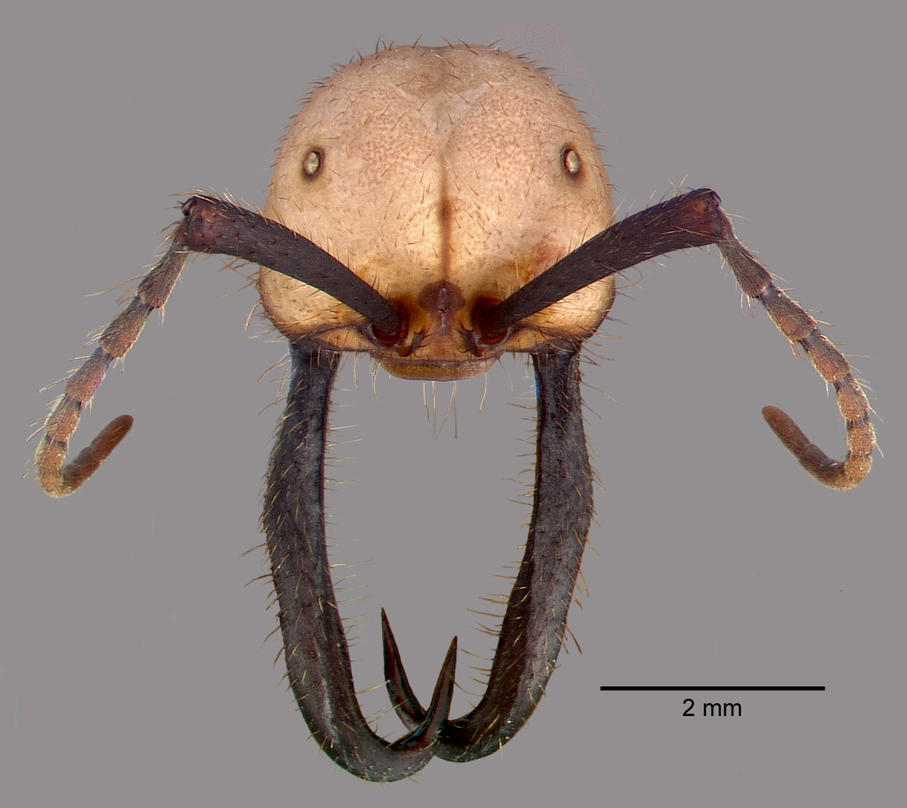
Голова солдата Eciton burchellii
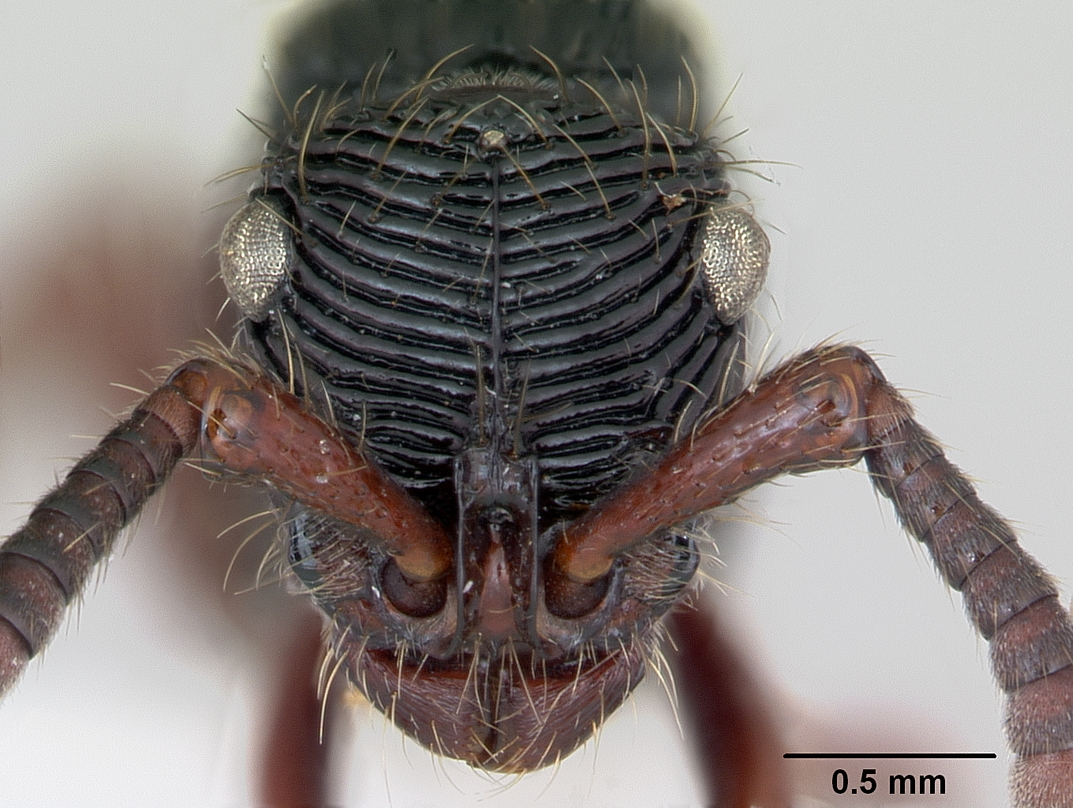
Голова солдата Chrysapace jacobsoni
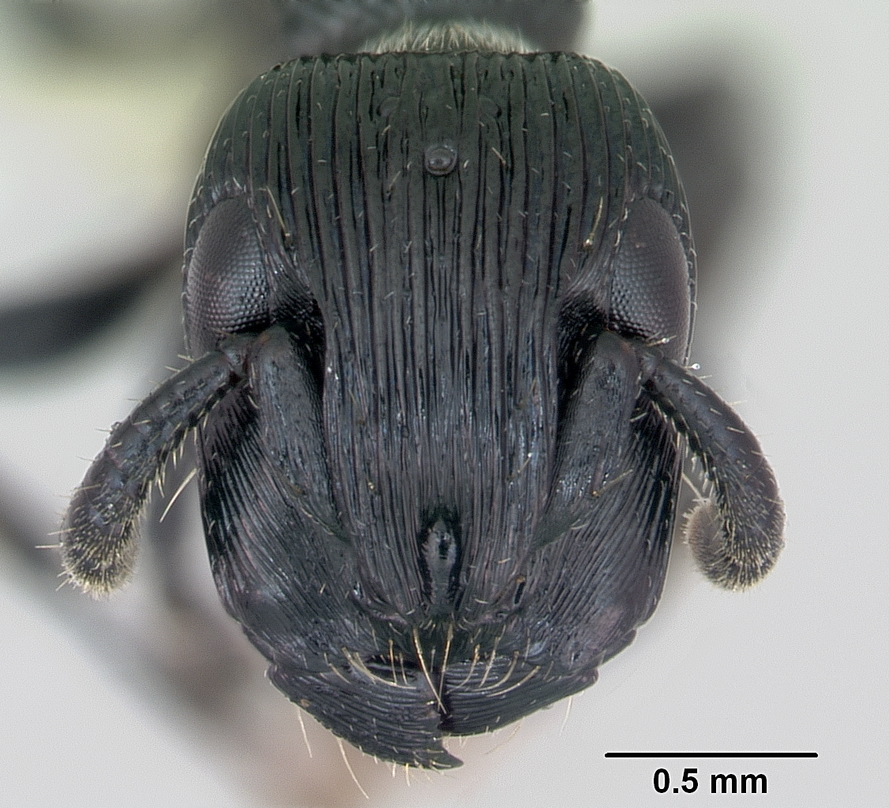
Cylindromyrmex whymperi

### Таксон Cerapachyinae (1920—1975 и 1990—2014)
Таксон Cerapachyinae рассматривался в 1920—1975 и 1990—2014 годах как самостоятельно подсемейство и включал 3 трибы (Acanthostichini, Cerapachyini, Cylindromyrmecini) и 7 родов: Acanthostichus, Cerapachys, Simopone, Sphinctomyrmex, Tanipone, Vicinopone, Cylindromyrmex. Отличаются структурой пигидиума (последнего видимого дорсального сегмента брюшка): он сплющенный и вооружён парой дистально сходящихся рядов зубчиков или шипиков). Места прикрепления усиков редуцированы и открыты. Пронотум слит с мезонотумом. Своим полукочевым поведением сходны с настоящими кочевыми муравьями (Eciton, Dorylus, Aenictus и другими), так как регулярно перемещаются с места на место, перенося с собой своих личинок. Гнездятся в земле. Охотятся на другие виды муравьёв (мирмекофагия) или на термитов.
Ранее Cerapachyinae имел различный статус: Cerapachysii Forel, 1893 (впервые выделена как триба в составе подсемейства Ponerinae), Cerapachyi: Emery, 1895 (как триба Dorylinae), Cerapachyinae: Wheeler, W.M. 1920 (впервые как подсемейство в составе Formicidae), Cerapachyinae: Brown, 1975 (как синоним Ponerinae), Cerapachyini: Brown, 1975 (как триба Ponerinae), Cerapacyinae: Bolton, 1990 (как подсемейство Formicidae), Cerapachyinae: Brady, et al. 2014 (как синоним Dorylinae).

### Таксон Ecitoninae (1973—2014)
Таксон Ecitoninae (кочевые муравьи Нового Света, около 150 видов) рассматривался в 1973—2014 годах как самостоятельно подсемейство и включал 2 трибы (Cheliomyrmecini, Ecitonini) и 5 родов: Cheliomyrmex, Eciton, Labidus, Neivamyrmex, Nomamyrmex.
Ранее Ecitoninae имел статус: Ecitonii Forel, 1893 (впервые выделен как триба в Dorylinae), Ecitoninae: Brown, 1973 (впервые как подсемейство в составе Formicidae).
Отличаются следующими признаками: (1) глаза отсутствуют или редуцированы до одного омматидия; (2) клипеус узкий, так что места прикрепления усиков приближены к переднему краю головы; (3) места прикрепления усиков не окружены фронтальными килями; (4) пигидиум простой, невооружённый. Пронотум и мезонотум слиты в единую структуру, жало развито и функционирует. Встречаются от США до Чили.

### Таксон Leptanilloidinae (1992—2014)
Таксон Leptanilloidinae (около 10 видов из Центральной и Южной Америки) рассматривался в 1992—2014 годах как самостоятельно подсемейство и включал 3 рода: Amyrmex, Asphinctanilloides, Leptanilloides. Имеют конвергентное сходство с Leptanillinae из Старого Света. Длина тела 2—3 мм. Рабочие слепые. Нижнечелюстные щупики 2-члениковые. В составе нижнегубных щупиков 2 сегмента. Жвалы треугольные с одним апикальным и 7—10 субапикальными зубцами на жевательном крае. Усики 12-члениковые (у самцов — 13-члениковые). Грудь плоская, без метанотальной бороздки на дорзуме; абдоминальные сегменты 5 и 6 (брюшные сегменты 2 и 3) с отчётливо разделёнными узким пресклеритом и широким постсклеритом, результируемом в перетяжке между абдоминальными сегментами 4 и 5 (брюшные сегменты 1 и 2), и 5 и 6 (брюшные сегменты 2 и 3). Стебелёк брюшка двухчлениковый, состоит из петиоля и постпетиоля (у самцов стебелёк одночлениковый). Хищники, охотятся на мелких членистоногих, передвигаются колоннами, как и другие кочевые муравьи.
Статус отдельного подсемейства им придал в 1992 году английский мирмеколог Б. Болтон в совместной статье с итальянским энтомологом Ч. Барони-Урбани и американским мирмекологом Ф. Уардом (Baroni Urbani, Bolton, & Ward, 1992). Leptanilloidinae рассматривался сестринской группой к дориломорфам (Cerapachyinae + (Ecitoninae + (Dorylinae + Aenictinae + Aenictogitoninae))).

### Классификация (2016)
В 2016 году проведена родовая ревизия дорилин (Borowiec, 2016) в ходе которой синонимизированы и восстановлены некоторые родовые таксоны. Признаны 28 родов (27 современных и 1 ископаемый) вместо 20 в ранних классификациях.
Виды включаемые ранее в полифилетические роды Cerapachys и Sphinctomyrmex распределены среди 9 и 3 различных родов, соответственно. Таксоны Amyrmex и Asphinctanilloides синонимизированы с Leptanilloides, а все подроды Dorylus синонимизированы с ним. Трибы не выделены. Новая система (Borowiec, 2016) выглядит следующим образом:
- Acanthostichus (= Ctenopyga)
- Aenictogiton
- Aenictus (= Paraenictus, Typhlatta)
- Cerapachys (= Ceratopachys)
- Cheliomyrmex
- Chrysapace gen. rev.
- Cylindromyrmex (= Holcoponera, Hypocylindromyrmex, Metacylindromyrmex)
- †Dissimulodorylus
- Dorylus (= Alaopone syn. n., Anomma syn. n., Cosmaecetes, Dichthadia syn. n., Rhogmus syn. n., Shuckardia, Sphecomyrmex, Sphegomyrmex, Typhlopone syn. n.)
- Eburopone gen. n.,
- Eciton (= Camptognatha, Holopone, Mayromyrmex)
- Eusphinctus gen. rev.
- Labidus (= Nycteresia, Pseudodichthadia)
- Leptanilloides (= Amyrmex syn. n., Asphinctanilloides syn. n.)
- Lioponera gen. rev. (= Neophyracaces syn. n., Phyracaces syn. n.)
- Lividopone
- Neivamyrmex (= Acamatus, Woitkowskia)
- Neocerapachys gen. n.
- Nomamyrmex
- Ooceraea gen. rev. (= Cysias syn. n.)
- Parasyscia gen. rev.
- †Procerapachys
- Simopone
- Sphinctomyrmex
- Syscia gen. rev.
- Tanipone
- Vicinopone
- Yunodorylus gen. rev.
- Zasphinctus gen. rev. (= Aethiopopone syn. n., Nothosphinctus syn. n.)

Классификация на основе работы Брейди с соавторами (Brady et al., 2014), признавшей одно укрупнённое семейство кочевых муравьёв.
- Acanthostichus Mayr, 1887
- Aenictogiton Emery, 1901
- Aenictus Shuckard, 1840
- Amyrmex Kusnezov, 1953
- Asphinctanilloides Brandão, Diniz, Agosti & Delabie, 1999
- Cerapachys Smith, 1857
- Cheliomyrmex Mayr, 1870
- Cylindromyrmex Mayr, 1870
- Dorylus Fabricius, 1793
- Eciton Latreille, 1804
- Labidus Jurine, 1807
- Leptanilloides Mann, 1923
- Neivamyrmex Borgmeier, 1940
- Nomamyrmex Borgmeier, 1936
- †Procerapachys Wheeler, 1915
- Simopone Forel, 1891
- Sphinctomyrmex Mayr, 1866
- Tanipone Bolton & Fisher, 2012
- Vicinopone Bolton & Fisher, 2012